# 무선 주파수 전력 증폭기

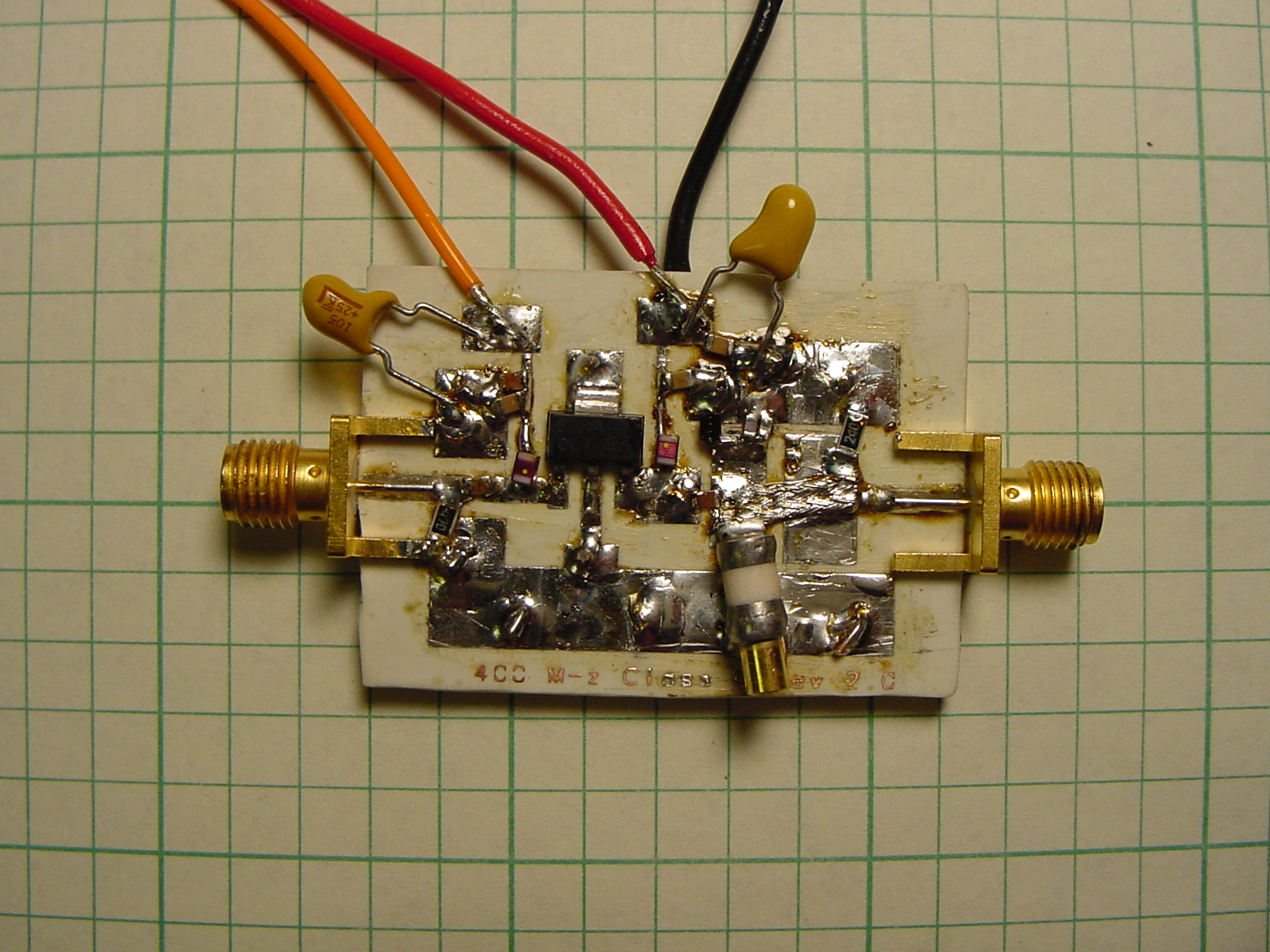
RF 전력 증폭기

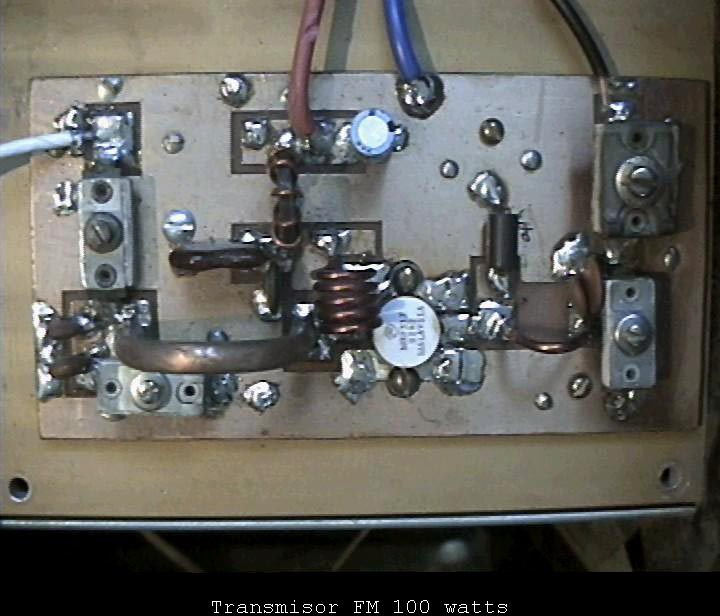
트랜지스터 MRF317을 기반으로 하는 클래스 C VHF 전력 증폭기.

무선 주파수 전력 증폭기 (RF 전력 증폭기)는 저전력 무선주파 신호를 고전력 신호로 변환하는 전자증폭기의 일종이다. 일반적으로 RF 파워 앰프는 트랜스미터의 안테나를 구동한다. 설계목표에는 게인, 전력출력, 대역폭, 전력효율, 리니어리티(정격출력 시의 저신호압축), 입출력 임피던스 매칭 및 방열이 포함되는 경우가 많다.

## 증폭기 등급
최신 RF 앰프의 대부분은 다양한 설계 목표를 달성하기 위해 '클래스'라 불리는 다양한 모드로 작동한다. 클래스A, 클래스AB, 클래스B, 클래스C는 선형증폭기 클래스로 간주된다. 이러한 클래스에서는, 액티브 디바이스가 제어 전류원으로서 사용됩니다. 입력 편견에 의해 증폭기의 클래스가 정해진다.
파워 앰프 설계의 일반적인 트레이드 오프는 효율과 직선성 사이의 트레이드 오프이다. 이전에 이름이 붙여진 클래스는 목록되어 있는 순서로 더 효율적이지만 선형성은 낮아진다. 액티브 디바이스를 스위치로 조작하면 효율은 높아지고 이론적으로는 최대 100%가 되지만 직선성은 낮아진다. 스위치 모드 클래스에는, 클래스 D, 클래스 F, 클래스 E가 있다. 액티브 디바이스의 유한 스위칭 속도와 포화 상태에서의 전하 축적으로 인해 큰 IV 제품이 발생할 수 있기 때문에 등급 D 앰프는 RF 어플리케이션에서는 잘 사용되지 않는다. 효율이 저하된다.

## 솔리드 스테이트와 진공관 증폭기
최신 RF 파워 앰프는 솔리드 스테이트 디바이스, 주로 MOSFET(금속산화물 반도체 전계 효과 트랜지스터)를 사용했다. 초기 MOSFET 기반의 RF 앰프는 1960년대 중반까지 거슬러 올라간다. 바이폴라 접합 트랜지스터도 1990년대까지 RF 파워앰프의 표준기술로서 파워MOSFET, 특히 LDMOS 트랜지스터로 대체될 때까지 LDMOS 트랜지스터의 뛰어난 RF성능으로 그 동안 일반적으로 사용되었던 것이다.
MOSFET 트랜지스터 및 기타 최신 솔리드 스테이트 디바이스는 대부분의 전자 디바이스의 진공관을 대체하였으나 일부 고출력 송신기에서는 여전히 진공관이 사용되고 있다. 트랜지스터는 기계적으로는 튼튼하지만 전기적으로는 쉽게 손상되고 과도한 전압이나 전류에 의해 쉽게 손상된다. 튜브는 기계적으로 부서지기 쉬우나 전기적으로 튼튼하다. 상당한 손상을 주지 않고도 매우 높은 전기적 과부하를 처리할 수 있다.

## 애플리케이션
RF파워앰프의 기본적인 어플리케이션으로는 다른 고전력원으로의 구동, 송신 안테나 구동, 마이크로파 공동공진기의 격려 등이 있다. 이들 애플리케이션 중에서 송신기 안테나의 구동은 가장 잘 알려져 있다. 송수신기는, 음성이나 데이터의 통신 뿐만이 아니라, 기상 검지(레이더의 형태로)에도 사용된다.
LDMOS(횡방향 확산 MOSFET)를 사용한 RF파워앰프는 무선통신 네트워크, 특히 모바일 네트워크에서 가장 널리 사용되는 파워반도체 기기이다. LDMOS 기반의 RF파워 앰프는 2G, 3G, 4G 등의 디지털 모바일 네트워크에서 널리 사용되고 있다.

## 광대역 증폭기 설계
넓은 대역폭에서 임피던스 변환을 실현하는 것은 어렵기 때문에 기존에 대부분의 광대역 증폭기는 50Ω의 출력 부하를 공급하도록 설계되었다. 이 경우 트랜지스터의 출력 전력은 다음과 같이 제한된다.
{\displaystyle P_{\text{out}}\leq {\frac {\;\left(V_{\text{br}}-V_{\text{k}}\right)^{2}\;}{8\,Z_{\text{o}}}}~}
{\displaystyle V_{\text{br}}\;} 항복 전압으로 정의되며,
{\displaystyle V_{\text{k}}\;} 무릎 전압으로 정의되며, 그리고
{\displaystyle \;Z_{\text{o}}\;} 정격 전력을 충족할 수 있도록 선택된다.
외부 부하는 관례상, {\displaystyle \;Z_{\text{L}}=50\,\Omega \;.}이다. 따라서 다음에서 변환하는 일종의 임피던스 매칭이 있어야 한다. {\displaystyle \;Z_{\text{o}}\;}에서, {\displaystyle \;Z_{\text{L}}=50\,\Omega \;.}이다.
로드라인 방식은 RF 전력 증폭기 설계에 자주 사용니다. 

## 같이 보기
- FET 증폭기
- 전력 전자공학